# Resolución 2254 del Consejo de Seguridad de las Naciones Unidas
La Resolución 2254 del Consejo de Seguridad de las Naciones Unidas fue adoptada por unanimidad el 18 de diciembre de 2015. Pide un alto el fuego y una solución política en Siria. Este documento describe la hoja de ruta para la transición política de Siria. Para 2024 aún no se han logrado avances reales en la aplicación de la resolución. Las negociaciones han llegado a un punto muerto debido a la imposibilidad de acordar un lugar para las conversaciones, después de que su anterior celebración fuera en Ginebra como resultado de las tensas relaciones de Rusia con el país anfitrión. En diciembre de 2024, el gobierno de Assad fue derrocado ante el avance de la oposición.

## La resolución
La resolución «exigía» que todas las partes cesaran inmediatamente cualquier ataque contra objetivos civiles, «urgía» a todos los Estados miembros a apoyar los esfuerzos para lograr un alto el fuego y «solicitaba» a la ONU que convocara a las partes para entablar negociaciones formales a principios de enero de 2016.
Los grupos considerados «grupos terroristas» por el Consejo de Seguridad de las Naciones Unidas, incluidos el Estado Islámico de Irak y el Levante y el Frente al Nusra, fueron excluidos. Las acciones ofensivas y defensivas contra estos grupos continuarían. Se crearía un mecanismo para supervisar el alto el fuego.
Dentro de 18 meses se celebrarían elecciones libres y justas bajo la supervisión de la ONU. La transición política estaría dirigida por los sirios.

## Consecuencias
La Resolución 2254 de la ONU fue invocada por Irán, Rusia y Turquía como base jurídica del proceso político necesario para resolver el conflicto sirio, en la primera ronda de las conversaciones de Astaná en enero de 2017.